# Jõiste
Koordinaten: 58° 36′ N, 22° 47′ O

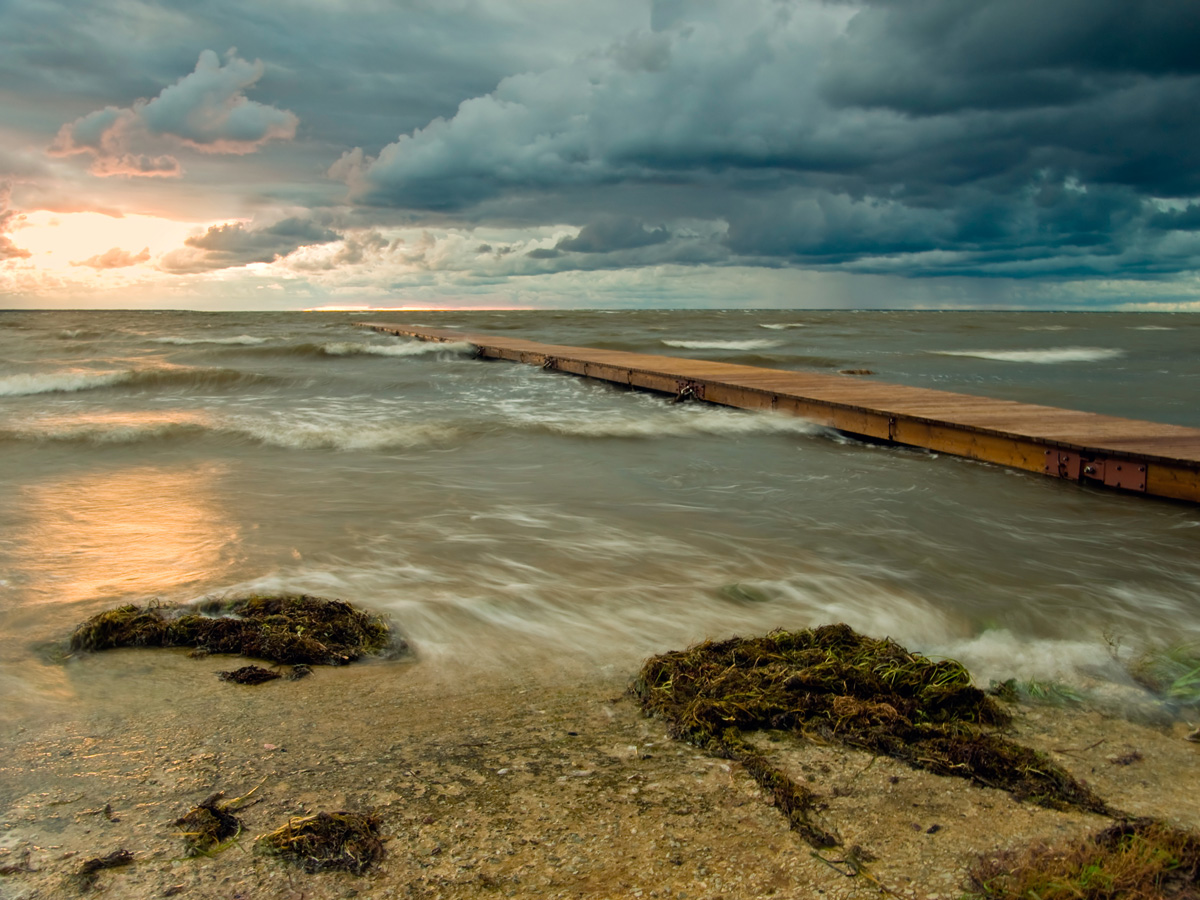
Bootsanleger westlich von Jõiste

Jõiste (deutsch Jöist) ist ein Dorf (estnisch küla) auf der größten estnischen Insel Saaremaa. Es gehört zur Landgemeinde Saaremaa (bis 2017: Landgemeinde Leisi) im Kreis Saare.

## Einwohnerschaft, Lage und Geschichte
Das Dorf hat 29 Einwohner (Stand 31. Dezember 2011). Es liegt an der Nordküste der Insel Saaremaa.
Es wurde erstmals im Jahr 1645 unter dem Namen Joist urkundlich erwähnt.